# Pouteria sambuensis
Pouteria sambuensis là một loài thực vật có hoa trong họ Hồng xiêm. Loài này được (Pittier) Baehni miêu tả khoa học đầu tiên năm 1942.